# Троицк (Москва)
Тро́ицк — город, составляющий одноимённое внутригородское муниципальное образование городской округ (внутригородская территория города федерального значения) в составе Троицкого административного округа Москвы, в 20 км к юго-западу от МКАД по Калужскому шоссе.
До 1 июля 2012 года Троицк был городом областного подчинения Московской области, c 2007 года в статусе наукограда. С 1 июля 2012 года включён в состав Москвы в ходе реализации проекта по расширению столицы. С точки зрения административного деления Троицк представляет собой район Москвы, а по муниципальному делению — городской округ. Население города на начало 2019 года — 61 079 жителей После реформы 2024 года органы местного самоуправления городского округа являются правопреемниками органов местного самоуправления городского округа Троицк (до реформы) и Десёновского поселения.

## Историческая справка
Город имеет историю, уходящую своими корнями в XVII век. Своё название Троицк унаследовал от старинного сельца Троицкого, находившегося на месте северной части современного города. Троицкое соседствовало с поселениями Бутаково (Батаково/Ботаково) и Богородское. Эти названия до сих пор существуют на территории современного Троицка.

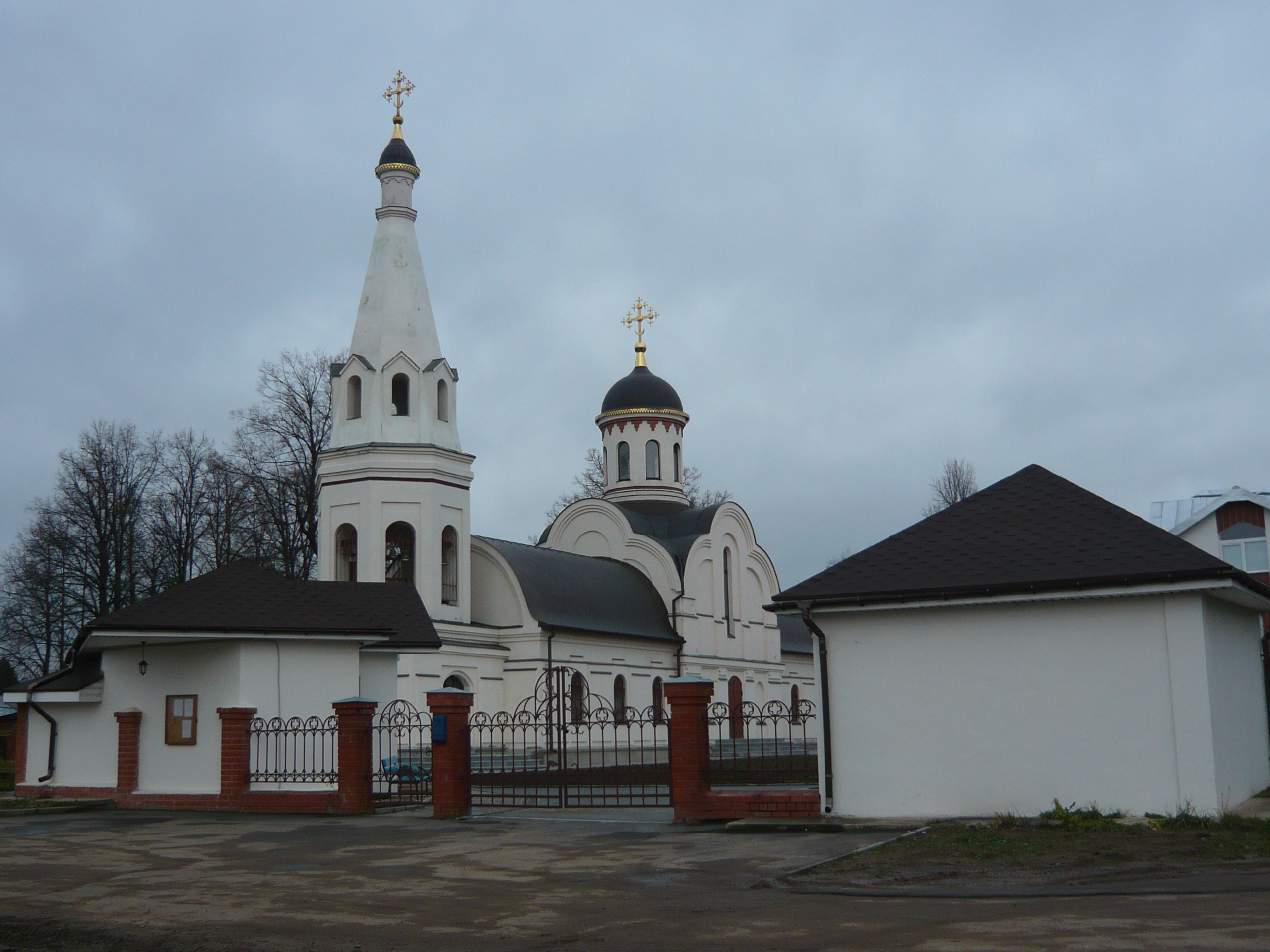
Тихвинский храм Русской православной церкви в Троицке на улице Богородской

В писцовой книге 1627 года есть первое упоминание о пустоши Троицкой как старинной вотчины боярина И. И. Салтыкова. Упоминается именно пустошь, а не село/сельцо. Долгое время год троицкого рождения брался «на веру» из книги историков Холмогоровых (см. ссылку выше), хотя он не был процитирован ими, а шёл от них как от авторов (видимо, это был год датировки самой писцовой книги). В 2009 году появилась информация, что деревня Бутаково (а пустошь Троицкая была при ней) имеет более раннее упоминание в летописях — 1622 год. В 2012 году троицкие исследователи добрались непосредственно до документа, на который опирались Холмогоровы. Внимательное прочтение и расшифровка текста писцовой книги позволяет утверждать, что «село Бутаково с пустошами (в том числе Троицкой) были пожалованы Ивану Салтыкову государем в 7125 (1617) году». Таким образом, именно 1617 год может быть взят за начало отсчёта троицкой истории.
В 1674—1675 годах владелец соседнего села Ватутина князь И. Б. Репнин построил недалеко от Троицкого на высоком правом берегу Десны каменную церковь, по её названию это село называлось Богородским.
В 1700 году Л. И. Салтыков отдал село Троицкое с соседней деревней Бутаково дочери и её мужу князю П. Г. Щербатову.
В 1751 году владелец села Я. М. Евреинов начал строить в селе полотняное предприятие, на основе которого, надо полагать, позднее возникла фабрика.

### Отечественная война 1812 года
Во время Отечественной войны 1812 года Троицкое стало временной штаб-квартирой отступавшего из Москвы Наполеона. 19 октября в 5 утра Великая армия стала покидать Москву, после полудня по Старой Калужской дороге через Калужскую заставу из Москвы вышел Наполеон со Старой гвардией. Согласно многочисленным мемуарным и книжным источникам, к вечеру император достиг реки Десны и разместил свою штаб-квартиру в селе Троицком, где провёл два дня. Ряд троицких краеведов считают, что штаб-квартира (в том числе ночлег императора) находилась в барском доме Лёвшиных, однако прямых документальных свидетельств этому нет, а имеются лишь устные свидетельства

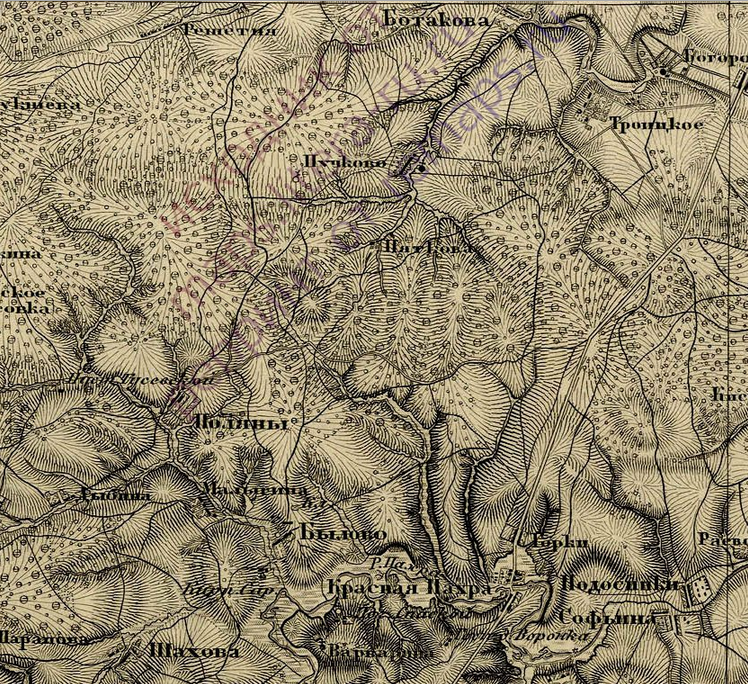
Карта окрестностей вокруг Троицка в 1860 году

Также некоторые местные исследователи считают (при этом данных каких-либо экспертиз не приводится), что в районе села Богородское обнаружены французские захоронения, свидетельствующие о вооружённых стычках с французами в районе современного Троицка. Однако до сих пор не установлено, когда они происходили — возможно, это были опоздавшие французские части, наткнувшиеся на наших казаков или партизан. В районе Старо-Калужской дороги действовали партизанские отряды под руководством Фигнера, Сеславина и Кудашева.
В селе Троицком Наполеон издал приказ о поджоге Москвы — в том числе кремлёвских башен и Кремлёвского дворца, колокольни Ивана Великого; при этом Воспитательный дом и Голицынская больница оставались нетронутыми — там были раненые французы, а также принял решение обойти лагерь русских, стоявший в Тарутине на Старо-Калужской дороге, по Ново-Калужскому шоссе (Боровское, позднее Киевское шоссе). У деревни Горки (43 км Калужского шоссе) Великая Армия повернула в сторону Ново-Калужской дороги и далее двигалась вдоль правого берега реки Пахры по маршруту: Варварино, Терехово, Исаково, мимо Михайловского до Ожигова.

### Камвольная фабрика
Троицкая камвольная фабрика — старейшее городское предприятие, сыграла решающую роль в развитии села и посёлка Троицкого, и по состоянию на 2010-е годы остаётся крупнейшим промышленным предприятием Троицка.
Вопрос о дате основания фабрики до сих пор вызывает дискуссии, и краеведы не пришли к единому мнению. Например, в издании «Города Подмосковья» указана дата «1797 год», которая получила распространение — вплоть до того, что увековечена мемориальной доской на проходной фабрики. Однако троицкие исследователи такой даты в архивах не обнаружили, и её происхождение не ясно.
Краеведы расходятся в мнении о дате основания. По одной из версий, фабрика может отмечать 260-летие, поскольку владелец «вотчины своей в Московском уезде — село Троицкое» — Яков Матвеевич Евреинов написал в 1751 году челобитную: «…завести фабрику собственным своим коштом и собственными своими мастеровыми и работными людьми, не требуя из казны…», на что получил в августе того же года согласие императрицы Елизаветы Петровны. По другом мнению, троицкое производство (холста, сукна, полотна) в XVIII веке носило местный характер, а на коммерческо-промышленной основе фабрика стала работать лишь к середине XIX века. Это связывается с именами купцов Прохоровых, имевших ещё две фабрики по соседству (в Фоминском и Лаптево).
Фабрика быстро расширялась. В середине XIX века на ней работало уже 370 человек. Вся фабричная продукция отправлялась на лошадях по Старокалужской дороге в Москву. В 1885 году на фабрике насчитывалось 2340 веретён, 27 ткацких и 50 самоткацких станков; из четырёх десятков рабочих две трети были жителями уезда.
До 1917 года среди владельцев фабрики упоминаются: отец и сыновья Прохоровы, купец Александров, купец Купфер, полковник Войт, швейцарский фабрикант Риш. В 1877 году при фабрике открылась школа, разместившаяся в одной комнате, изначально в ней обучались 12 работавших на фабрике детей и 18 крестьянских детей из соседских деревень. В 1918 году фабрика была национализирована.
Развитие фабрики привело к росту фабричного посёлка, который в 1928 году преобразован в рабочий посёлок Троицкий с населением в 1500 человек.

### Новейшее время

#### Писательские дачи
В 1955 году по решению исполкома Мособлсовета было решено подчинить в административном отношении Троицкому поссовету населённые пункты: Дом отдыха «Красная Пахра», ДСК «Советский писатель», детский городок Управления делами СМ РСФСР, жилой посёлок Комитета по строительству при СМ СССР и пионерлагерь Управления спецсвязи, находящиеся на территории Первомайского сельсовета. Твардовский проживал на даче ДСК «Советский писатель», где умер в 1971 году.
Александр Солженицын некоторое время жил на даче Твардовского. Юрий Нагибин, Владимир Высоцкий, Людмила Зыкина проживали в «Советском писателе».
Считается, что текст известной песни «Подмосковные вечера» написан в «Советском писателе».

#### Наука
В начале 1938 года вблизи посёлка Главное управление гидрометслужбы начало строить на 40-м км Калужского шоссе здание Московской геофизической обсерватории. В конце войны это строительство послужило базой для создания здесь переведённого из-под Ленинграда Научно-исследовательского института земного магнетизма (ИЗМИРАН).
В 1952 году началось строительство Магнитной лаборатории (будущего ТРИНИТИ).
В 1960-е годы научно-исследовательская база посёлка стала расширяться: в непосредственной близости от ИЗМИРАНа отведён участок площадью около 4 га для строительства сооружений Института физики высоких давлений, работавшего в Москве.
Одновременно со становлением и развитием Института земного магнетизма велось жилое и культурно-бытовое строительство. В первые послевоенные годы рядом с ИЗМИРАНом строились небольшие двухэтажные кирпичные дома. Первый жилой дом на 8 квартир был заложен в воскресенье 18 апреля 1948 года (этот дом стоит по сей день и находится по адресу: ул. Пушковых, д. 1.) Почти одновременно начали возводиться небольшие жилые коттеджи. Затем сооружены несколько четырёхэтажных кирпичных и пятиэтажных панельных домов. Темпы строительства резко возросли в связи с возникновением новых институтов Академии наук СССР. В начале 1960-х годов население Троицкого составляло около 5 тысяч жителей.

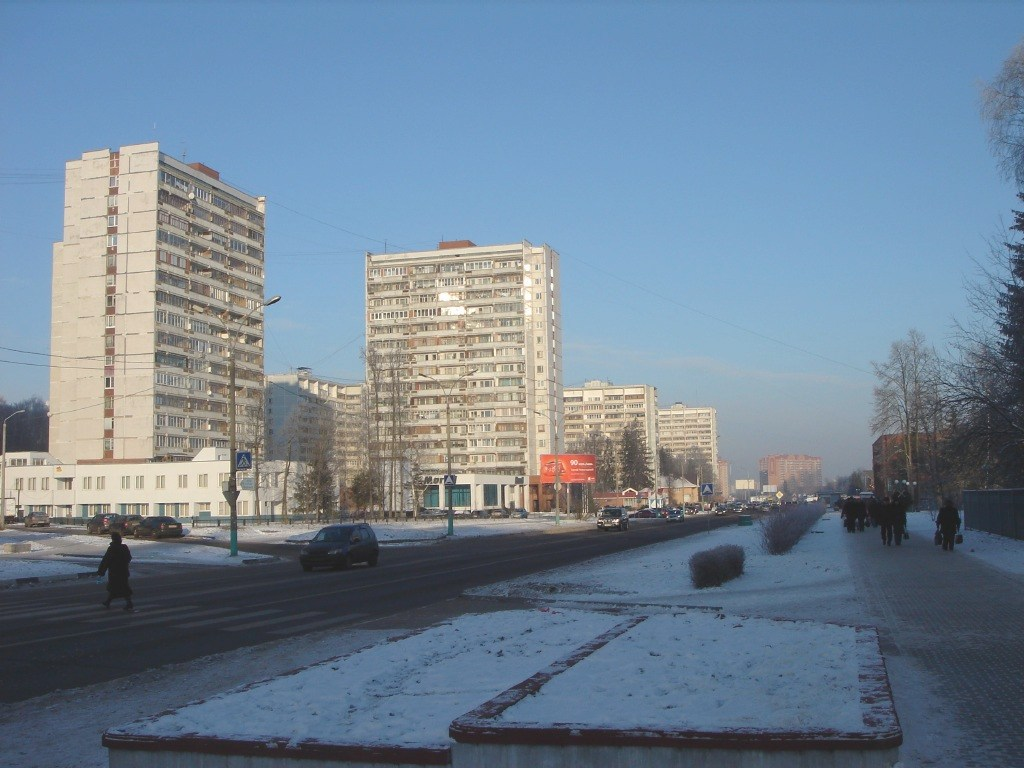
Октябрьский проспект, главная улица города

22 июля 1966 года распоряжением Президиума АН СССР образован «Научный центр АН СССР в Красной Пахре» (название получил по ближайшему крупному населённому пункту). В городе образуются новые институты АН СССР.
По структуре населения, образу жизни, по культурно-бытовому обеспечению Академгородок превратился в развитый город научно-производственного профиля с населением, имеющим очень высокий образовательный уровень, занятым высококвалифицированным трудом в производстве и науке. Примерно в 1970 году население Троицкого достигло 12 тыс. жителей.
Центром медицинской помощи населению посёлка стала больница им. Семашко, возникшая в конце XIX в. как лечебница для инфекционных больных — жителей Москвы (впоследствии она не раз меняла назначение). Многое изменилось и на Троицкой фабрике, которая в 1976 году была полностью переоборудована; предприятие получило новое название: Троицкая камвольная фабрика.
23 марта 1977 года городской посёлок Академгородок был преобразован в город Троицк с населением 20 тысяч человек.
29 января 2007 года постановлением правительства России № 52 городу присвоен статус наукограда.
Ранее отсутствие крупных промышленных предприятий позволяло сохранять в Троицке и окрестностях экологически благоприятную среду. Однако с появлением «Промзоны 42» ситуация усугубилась из-за деятельности асфальтовых заводов, расположенных в районе 42 километра Калужского шоссе (в непосредственной близости Микрорайон «К»). Также недалеко от Троицкого кладбища в поле и лесу появились свалки (территориально — Краснопахорское поселение).

## Население
| 1939    | 1959    | 1970    | 1979    | 1989    | 2002    | 2009    | 2010    | 2012    | 2013    |
| ------- | ------- | ------- | ------- | ------- | ------- | ------- | ------- | ------- | ------- |
| 2042    | ↗5142   | ↗10 172 | ↗22 365 | ↗29 301 | ↗32 653 | ↗36 762 | ↗39 873 | ↗42 232 | ↗43 980 |
| 2014    | 2015    | 2016    | 2017    | 2018    | 2019    | 2020    | 2021    | 2023    | 2024    |
| ↗47 291 | ↗50 315 | ↗53 519 | ↗60 811 | ↗60 924 | ↗61 079 | ↗61 284 | ↗65 043 | ↗71 089 | ↗71 615 |

### Национальный состав
По итогам переписи населения 2020 года проживали следующие национальности (национальности менее 0,1 % и другое, см. в сноске к строке «Другие»):
| Национальность | Численность, чел. | Доля     |
| -------------- | ----------------- | -------- |
| Русские        | 49 145            | 75,56 %  |
| Армяне         | 661               | 1,02 %   |
| Украинцы       | 519               | 0,80 %   |
| Татары         | 360               | 0,55 %   |
| Таджики        | 276               | 0,42 %   |
| Узбеки         | 195               | 0,30 %   |
| Белорусы       | 189               | 0,29 %   |
| Азербайджанцы  | 140               | 0,22 %   |
| Грузины        | 118               | 0,18 %   |
| Молдаване      | 97                | 0,15 %   |
| Евреи          | 97                | 0,15 %   |
| Корейцы        | 66                | 0,10 %   |
| Другие         | 13 180            | 20,26 %  |
| Итого          | 65 043            | 100,00 % |

## Городской округ Троицк
В ходе реализации Федерального закона «Об общих принципах организации местного самоуправления в Российской Федерации» (№ 131-ФЗ от 6 октября 2003 года, вступил в силу 1 января 2006 года) в Московской области были созданы муниципальные образования. В 2005 году был сформирован в городской округ Троицк, в состав которого вошёл 1 населённый пункт — город Троицк.
В 2024 году утверждены новые границы городского округа Троицк и одноимённого района Москвы. К городскому округу Троицк отошли части территорий бывших поселений Десёновского, Краснопахорского, Первомайского, Рязановского, Сосенского, Филимонковского и Щаповского.

### Географические данные
Площадь территории городского округа (в границах 2012 года) 1633 га.
Муниципальное образование находится в северной части Троицкого административного округа и граничит:
- с поселением Десёновское Новомосковского административного округа;
- с поселениями Первомайское и Краснопахорское Троицкого административного округа.

### Органы власти
Структуру органов местного самоуправления муниципального образования составляют:
- Совет депутатов городского округа Троицк в городе Москве— представительный орган местного самоуправления. В его состав входят 19 депутатов, избираемых в 4 многомандатных избирательных округа сроком на 5 лет (с 2024 года - 15 депутатов, избираемых по трём пятимандатным округам);
- Глава городского округа Троицк в городе Москве — глава муниципального образования, который избирается из состава представительного органа местного самоуправления путём открытого голосования на срок полномочий представительного органа местного самоуправления;
- Администрация городского округа Троицк в городе Москве — исполнительно-распорядительный орган местного самоуправления. Глава администрации назначается представительным органом местного самоуправления по итогам конкурса на период полномочий представительного органа местного самоуправления.

В 2024 году в Троицке создана районная управа, её главой назначен Зотов Алексей Валериевич.

## Наукоград
В Троицке сегодня действуют десять известных научно-исследовательских центров, в которых в советское время работало 12 тысяч человек. Институты стали градообразующим фактором для Троицка. Сегодня с научной работой, исследованиями и разработками связаны менее 5 тысяч человек из числа жителей города. Основные институты:
- Институт земного магнетизма, ионосферы и распространения радиоволн им. Н. В. Пушкова (ИЗМИРАН) — старейший институт города. В настоящее время там работает 750 человек, в том числе 40 докторов и 200 кандидатов наук.
- Троицкий институт инновационных и термоядерных исследований (ТРИНИТИ) — начал своё развитие с организации в 1956 году Магнитной лаборатории АН СССР, которая в 1961 году была включена в состав Института атомной энергии им. И. В. Курчатова в качестве сектора, затем отдела, а с 1971 года — Филиала. С 1957 года Магнитная лаборатория располагалась «в Пахре» (по названию ближайшего крупного населённого пункта Красная Пахра — 5 км южнее), будущем Троицке, и до сих пор горожане называют ТРИНИТИ «магниткой». В 1991 Филиал Института атомной энергии им. И. В. Курчатова был переименован в Троицкий институт инновационных и термоядерных исследований. Здесь ведутся исследования в области термоядерного синтеза, работает токамак Т-11. В 80-х годах прошлого века были осуществлены пуски двух крупнейших в стране установок: «Ангара» («инерционный термояд») и ТСП (магнитное удержание). В настоящее время в институте работают 1440 человек, из них 3 члена РАН, 53 доктора и 170 кандидатов наук[65].
- Институт физики высоких давлений имени Л. Ф. Верещагина (ИФВД) — создан в 1958 году по инициативе Л. Ф. Верещагина на базе Лаборатории сверхвысоких давлений АН СССР. В 1963 году за успешное создание технологии создания искусственных алмазов в СССР Институт награждён орденом Трудового Красного Знамени. Л. Ф. Верещагин возглавлял институт с 1958 года. В 1964 году началось строительство зданий Института в городе Троицке. В настоящее время в институте работают около 500 человек, из них 20 докторов и 76 кандидатов наук, 2 академика РАН.
- Физический институт имени П. Н. Лебедева (ФИАН) — Филиал Физического института имени П. Н. Лебедева в городе Троицке ведёт свою историю с 1963 года. В Троицке располагалась основная технологическая база Института, обеспечивающая разработку, конструирование и изготовление научных приборов физических установок. Общее число работающих составляет около тысячи человек.

Институт спектроскопии РАН

- Институт спектроскопии РАН (ИСАН) — организован в 1968 году на базе Лаборатории Комиссии по спектроскопии в составе Отделения общей физики и астрономии АН СССР. Институт занимается спектроскопическими исследованиями атомов, молекул, конденсированных сред, плазмы; лазерным анализом и приборостроением. В институте трудятся около 250 человек, 26 докторов и 45 кандидатов наук, 1 член-корреспондент РАН и 1 профессор РАН[66].
- Институт ядерных исследований (ИЯИ РАН) — образован в 1970 году для фундаментальных исследований в области физики элементарных частиц, атомного ядра, физики космических лучей и нейтринной астрофизики. В последние годы на базе линейного ускорителя создаётся центр медицинской физики. В институте работают около 1300 человек, в том числе 5 академиков и 2 члена-корреспондента РАН, 3 профессора РАН, 42 доктора и 160 кандидатов наук. Теоретический отдел института находится в Москве, есть лаборатории на озере Байкал и на Баксане (Кавказ)[67].
- Отдел перспективных лазерных технологий Института проблем лазерных и информационных технологий (ОПЛТ ИПЛИТ РАН)[68] — образован 15 декабря 1979 года в качестве юридического лица НИЦТЛ АН[69] в городе Троицке.
- Технологический институт сверхтвёрдых и новых углеродных материалов (ФГБНУ ТИСНУМ) — основан в 1995 году. Институт обладает технологией получения монокристаллов алмаза весом до 7 карат. Ведёт работы по созданию конструкционных наноматериалов[70] на основе металл-углерод, углерод-углерод, а также наноструктурированых керамик. В институте получены материалы с уникальными механическими свойствами: сплавы на основе алюминия, титана, циркония; твёрдые сплавы на основе TiC-ZrC; ультратвёрдые фуллериты; керамики ß-Si3N4, UO2. Получены также новые наноструктурированные термоэлектрические материалы на базе Bi2Te3[71].

С 2008 года в городе выходит газета «Троицкий вариант — Наука», освещающая новости академического сообщества.

## Экономика
В настоящее время город имеет развитую инфраструктуру, включающую современное жильё, магазины, предприятия бытового обслуживания, здравоохранения, детские сады, общеобразовательные школы, лицей, две гимназии, спортивную школу.
В последние годы в Троицке ведётся интенсивное жилищное строительство, в связи с чем ожидается резкий рост числа жителей города. Новых жителей привлекает благоприятная экологическая обстановка в городе (окружён лесами и нет крупных промышленных предприятий) и близость к основной Москве и с 2012 года — включение в состав Москвы. Чтобы город не превратился в «спальный» район Москвы, прорабатываются проекты по созданию наукоёмких производств и строительству университетского городка государственного университета Высшей школы экономики.

## Транспорт
Главная транспортная артерия, связывающая Троицк с основной частью Москвы — Калужское шоссе, на котором, в связи с его большой загруженностью в часы пик, возможны пробки.
В отличие от других близко расположенных крупных городов-спутников Москвы, Троицк не связан с Москвой линией железной дороги, что затрудняет решение нарастающих транспортных проблем города. Троицк был одним из самых крупных городов Московской области, не имеющих железнодорожного сообщения, а потом его формально исключили из Подмосковья.
После вхождения Троицка в состав Москвы его стала обслуживать компания «Мосгортранс» вместо прежнего областного «Мострансавто», и обслуживающие его автобусы вошли в зону Б московского городского общественного транспорта с возможностью проезда в основную часть Москвы по единому билету (что удешевило стоимость проезда). Маршруты до Подольска и Апрелевки из Троицка, выполняемые областными перевозчиками, сохранились, а «Мосгортранс» ввёл несколько новых автобусных маршрутов, соединяющих Троицк с ближайшими населёнными пунктами Новой Москвы.

### Метро
В перспективе в Троицк будет проложена новая Троицкая линия Московского метрополитена, дата строительства станций на данный момент до сих пор неизвестна и с течением времени переносится.
На данный момент появление метро в Троицке обещают в 2030-м году.

## Достопримечательности
- Сиреневый бульвар. Пешеходная улица со множеством детских площадок и фонтанами.
- Памятник младшему научному сотруднику на Сиреневом бульваре.
- Троицкая камвольная фабрика. Сохранилось здание водонапорной башни и плотина на реке Десне.
- Храм во имя Тихвинской иконы Богородицы (начало XVIII века).
- Храм Живоначальной Троицы (освящён в 2017 году)[77][78].
- Река Десна[79].

## Климат
Климат умеренно континентальный. Средняя температура в январе −10,8 °C, в июле +17,2 °C.

## Культура
Исторически сложившаяся специфика города такова, что количество жителей с высшим образованием гораздо выше среднего по стране, что обусловливает высокий культурный уровень городской жизни.
Для детей и подростков в городе работают музыкальная и художественная школы, Школа Искусств, танцевальные и спортивные секции. Кроме того, у молодёжи есть возможность заниматься научной работой в компьютерном клубе «Байтик» и естественнонаучных секциях.
Для концертов, спектаклей, встреч с интересными людьми имеются культурные центры города — Центр культуры и творчества, Дом учёных Троицкого научного центра РАН, Культурно-технический центр профсоюзного комитета ТРИНИТИ, Центр «МоСТ» (молодёжный комитет города). В 2007 году был введён в эксплуатацию Дворец спорта «Квант», в котором проходят как спортивные мероприятия областного и всероссийского уровня, так и массовые культурные события — III Международный джазовый фестиваль «Джаз-Московия» (сентябрь 2007 года), концерты и конкурсы с участием коллективов города и области, дискотеки.
Городские события освещает местное телевидение (компания «ТроТек») и печать (газеты «Троицкий вариант», «Городской ритм», «Наш город — Троицк»).
Среди творческих коллективов города можно выделить Биг-бэнд под руководством Виктора Герасимова, Троицкий камерный хор (дирижёр и художественный руководитель Алексей Малый), Танцевальный ансамбль Троицкого городского дома учёных (руководитель Галина Голенева), Детский театр-студию классического танца «Синяя птица» (руководитель Диана Мурадян), ансамбль «Русская баллада» (руководитель Людмила Шаулина) и «Народный коллектив» детская Театр-студия «Балаганчик» под руководством Надежды Алексеевны Волокитиной.
В 2008 году была открыта детская школа искусств имени М. И. Глинки, где функционируют музыкальное, художественное и танцевальное отделения. На сцене ДШИ в мае 2019 года прошёл первый троицкий фестиваль памяти Юрия Визбора.

## Международные связи

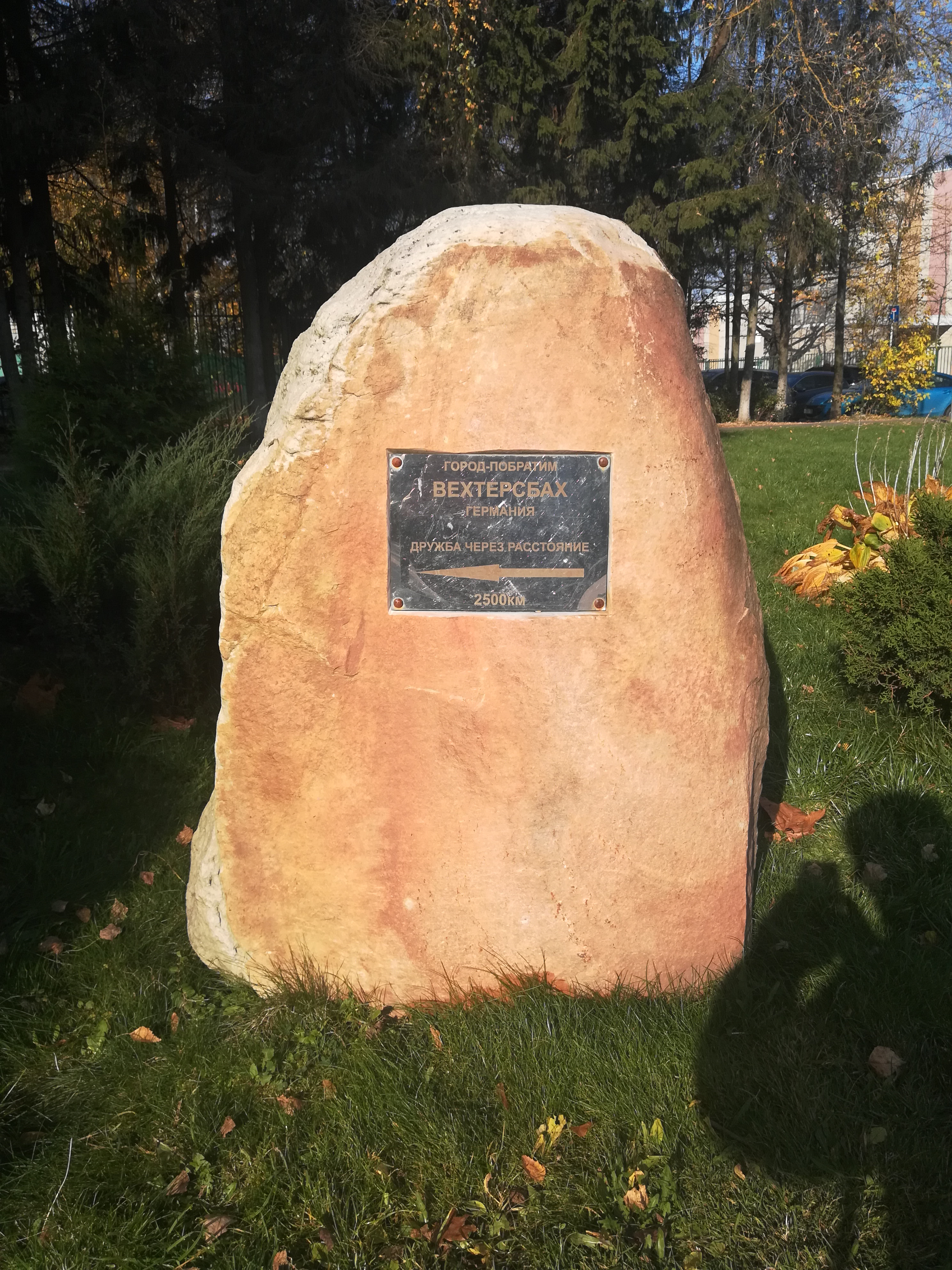
Троицк. Памятный камень городу-побратиму Вехтерсбаху

Городом-побратимом Троицка является немецкий город Вехтерсбах.

## Персоны
- Абрикосов, Алексей Алексеевич
- Бражкин, Вадим Вениаминович
- Велихов, Евгений Павлович
- Верещагин, Леонид Фёдорович
- Виноградов, Евгений Андреевич
- Дыхне, Александр Михайлович
- Гердт, Зиновий Ефимович в пахорских писательских дачах рассказывает о Твардовском, о Пахорской природе, читает Пастернака[81][82]
- Зарапетян, Зарап Петросович
- Карелов Евгений Ефимович
- Крохин, Олег Николаевич
- Лебедев, Геннадий Викторович
- Летохов, Владилен Степанович
- Лобашёв, Владимир Михайлович
- Мандельштам, Сергей Леонидович
- Маслов, Виктор Павлович
- Матвеев, Виктор Анатольевич
- Молотков, Иван Анатольевич
- Назаров Александр Константинович — Почётный гражданин Троицка (2003), художник, заслуженный работник культуры РФ
- Персонов, Роман Иванович
- Письменный, Вячеслав Дмитриевич
- Пушков, Николай Васильевич
- Сиднев, Виктор Владимирович
- Соротокина, Нина Матвеевна — Почётный гражданин Троицка (2012), писатель, автор книг: «Майский жук», «Просто люди», «Гардемарины», «Кладоискатели», «Свидание в Петербурге», «Трое из навигацкой школы», «История России: женский взгляд». Произведения Нины Матвеевны переведены на английский, болгарский, итальянский, норвежский, чешский языки. По её сценариям (совм. с Ю. Нагибиным и С. Дружининой) поставлены телефильмы: «Гардемарины, вперёд!»; «Виват, гардемарины!» (режиссёр С. Дружинина). Член Союза писателей СССР (1991)[83]
- Стишов, Сергей Михайлович
- Тавхелидзе, Альберт Никифорович
- Тюнина, Галина Борисовна
- Черенков, Павел Алексеевич

## Виды города

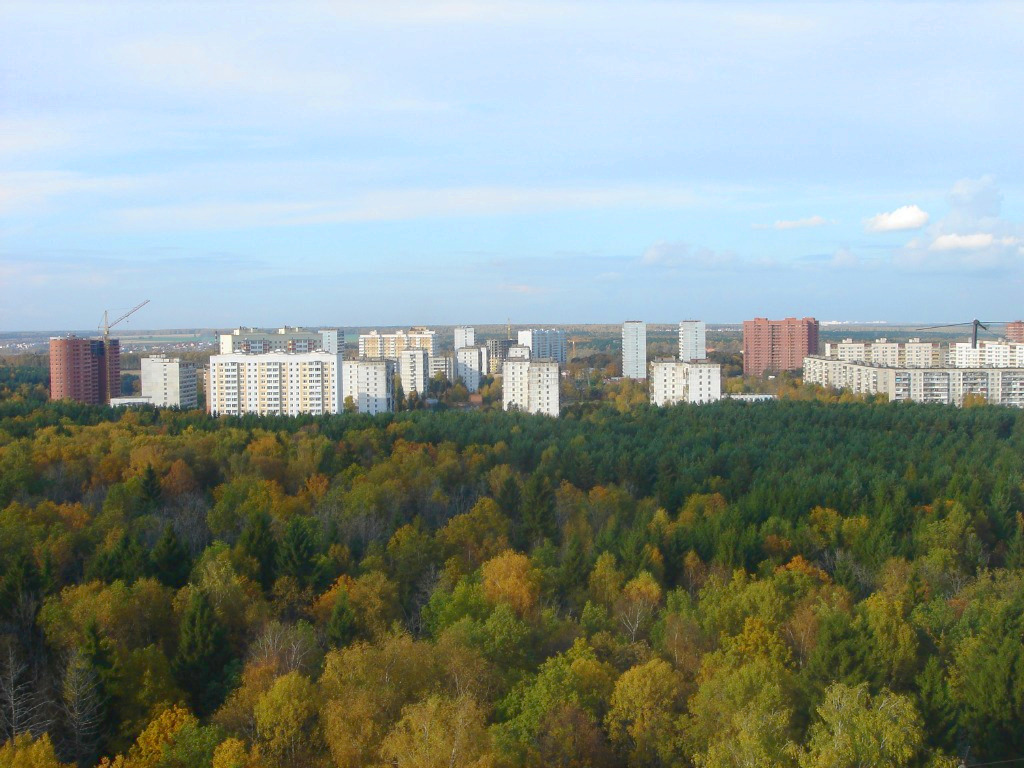
Троицк, микрорайон «В», вид с юга
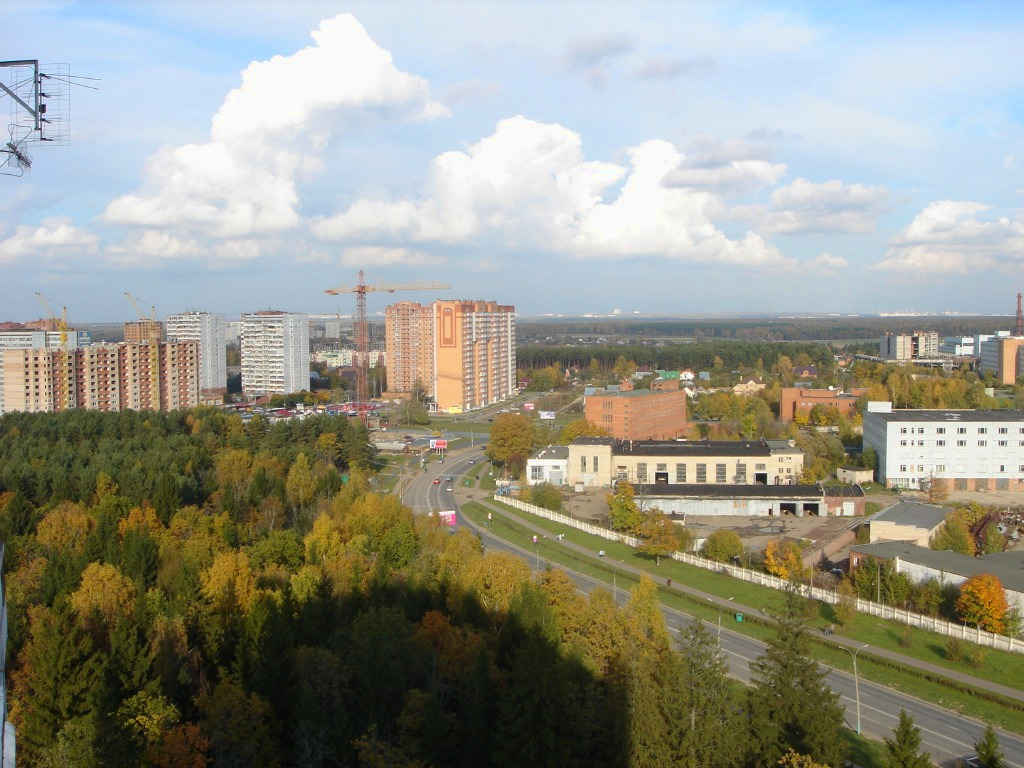
Октябрьский проспект, на горизонте белеют здания «старой» Москвы
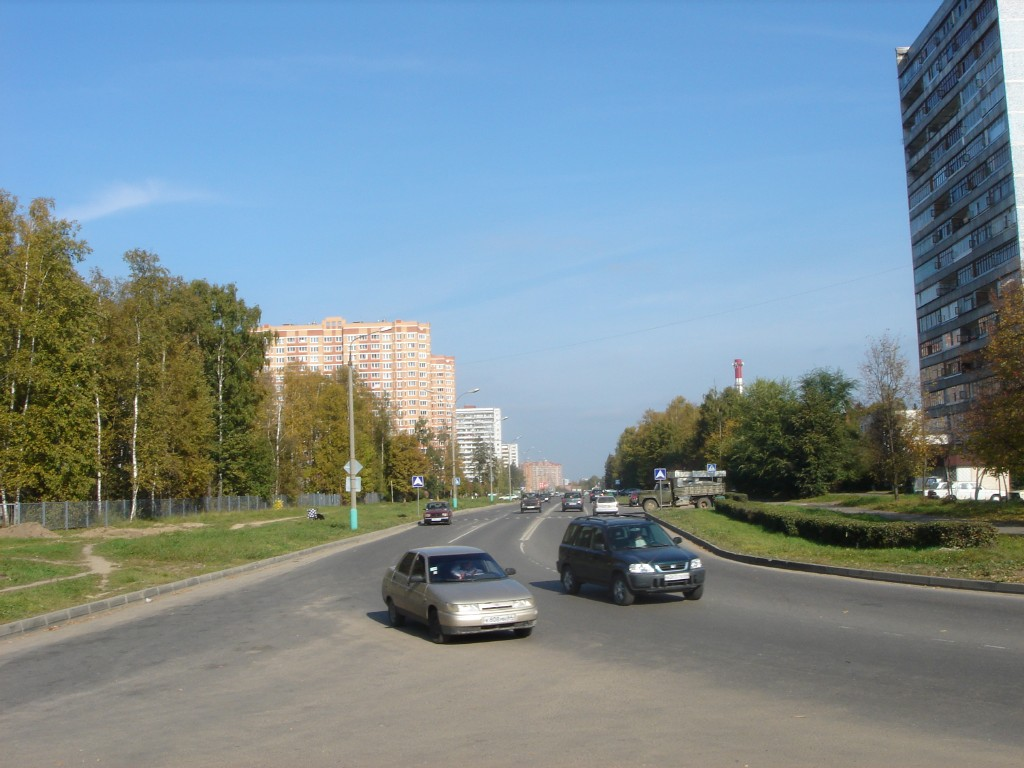
Начало Октябрьского проспекта
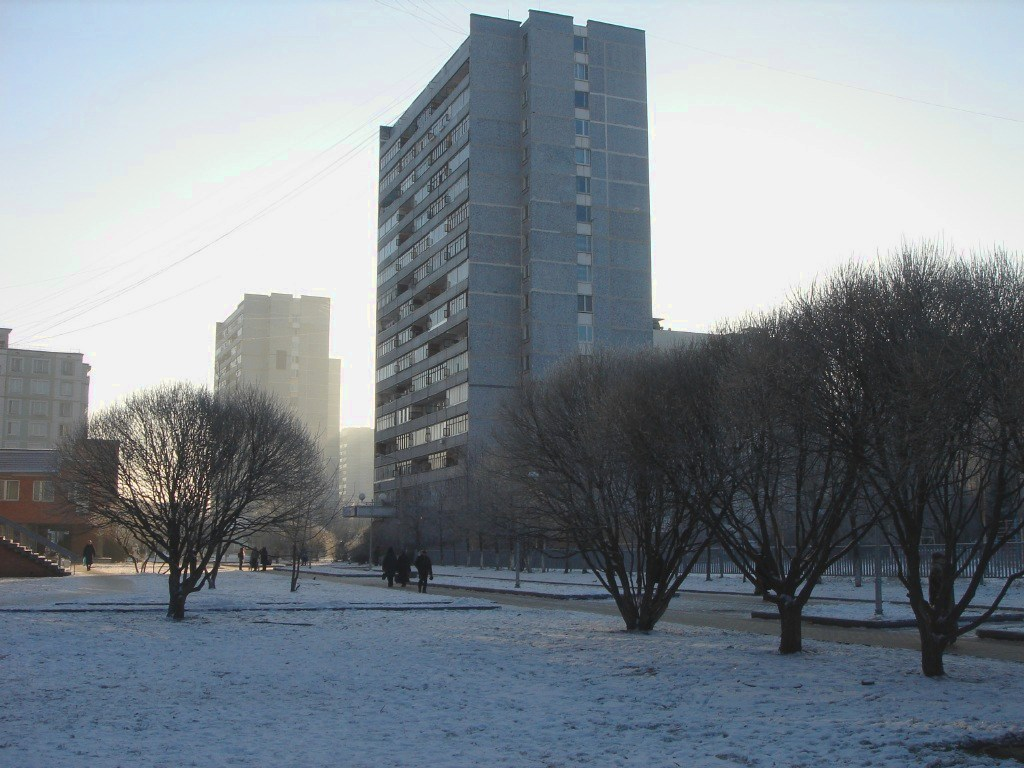
Зимний Троицк
Отделение Перспективных лазерных технологий ИПЛИТ РАН, ул. Пионерская, д. 2
Мемориал погибшим в Великой Отечественной войне, Троицк, микрорайон «А»
Жилой дом города постройки 1950-х годов в микрорайоне «А»
Мемориальная доска на доме, в котором жил первый директор ИЗМИРАН Н. В. Пушков[84]
Троицк, микрорайон «А», дома постройки 1940—1950-х годов
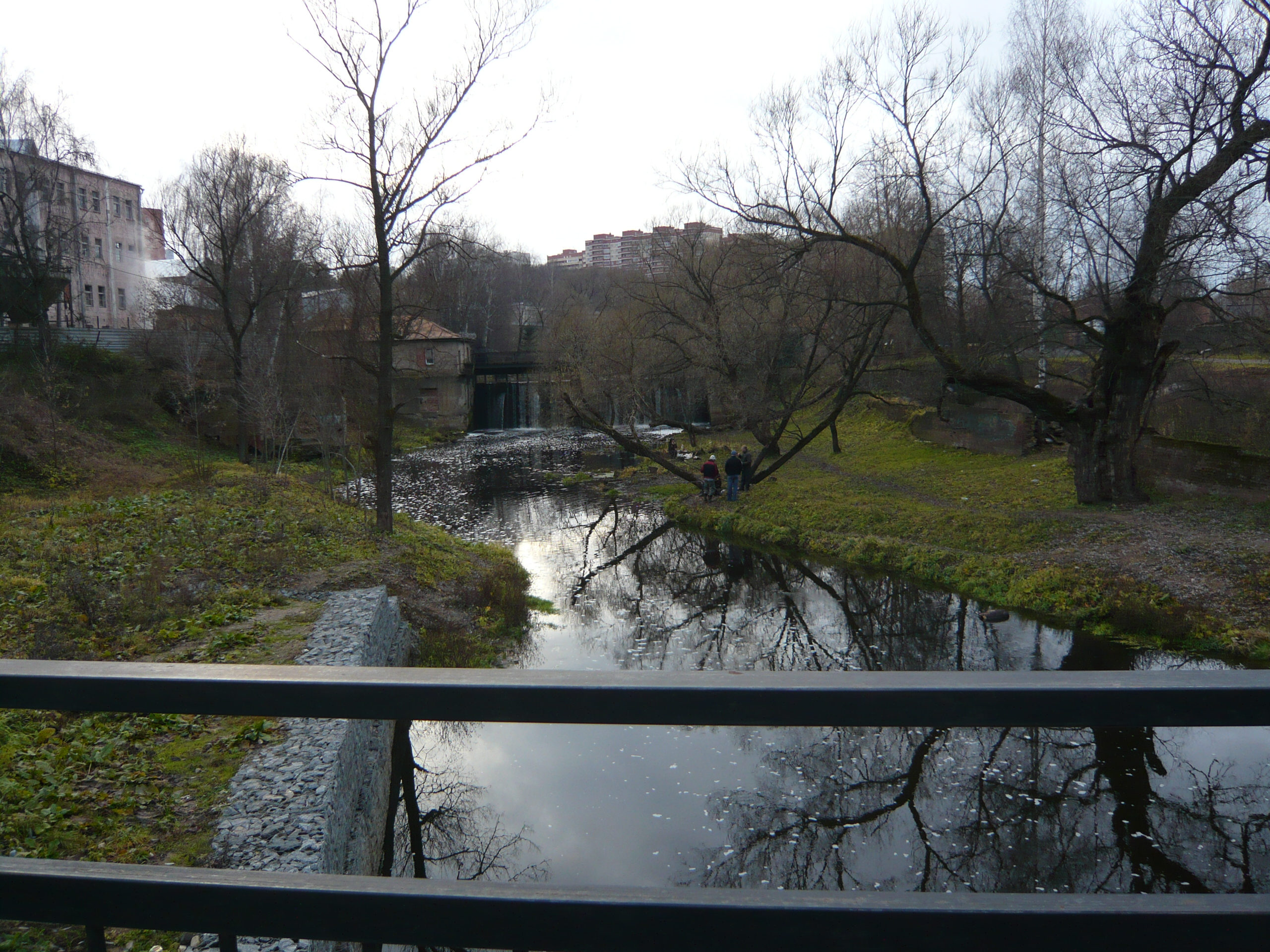
Река Десна и плотина рядом с камвольной фабрикой
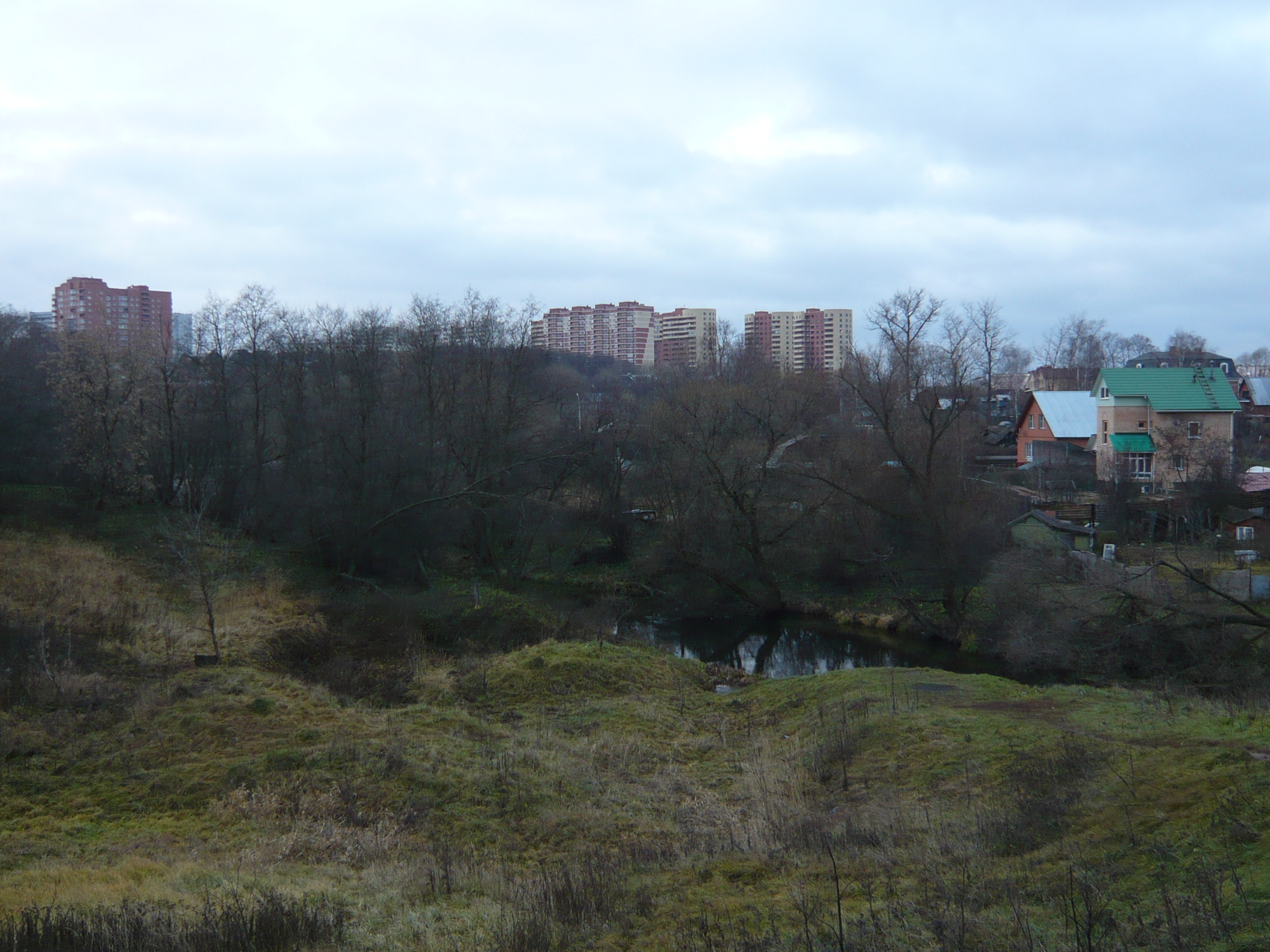
Вид реки Десны возле Богородской ул.